# Þórunn Helga Jónsdóttir
Þórunn Helga Jónsdóttir (* 17. Dezember 1984 in Reykjavík) ist eine ehemalige isländische Fußballspielerin. Die Tochter von Svava Einarsdóttir und Jón Skaptason studiert Betriebswirtschaftslehre.

## Karriere

### Verein
Þórunn Helga Jónsdóttirs Karriere in der Pepsideild kvenna begann bereits im Alter von 16 Jahren bei KR Reykjavík, dessen Herrenabteilung isländischer Rekordmeister ist. 2002 lief sie sowohl für die Juniorinnen als auch für die erste Mannschaft des Vereins auf und gewann mit beiden Teams jeweils die Meisterschaft und den Pokal. Auch auf Grund dieser Erfolge kürte man sie nach Saisonende zur vielversprechendsten Nachwuchsspielerin Islands. Der Seniorinnen-Meistertitel konnte 2003 verteidigt werden und in den Folgejahren gelangen weitere Pokalsiege. In den Spielzeiten 2001/2002, 2003/2004 sowie 2004/2005 qualifizierte sich Þórunn mit dem KR Reykjavík für den UEFA Women’s Cup. Man schied jedoch jedes Mal in der ersten Runde aus. Unterbrochen wurde ihre Laufbahn in Island 2004 durch ein kurzzeitiges Intermezzo bei den Rhode Island Rams, dem Fußballteam der University of Rhode Island in den Vereinigten Staaten. Dort zeigte sie sehr überzeugende Leistungen und erhielt die Ehrung zum Rookie of the Year.
Im Oktober 2008 wechselte Þórunn nach Brasilien zum Santos FC, dem professionellsten und am weitesten entwickelten Frauenfußballverein Südamerikas. Ursprünglich war ihr dortiges Engagement für lediglich zwei Monate ausgelegt, doch es gelang ihr schnell, sich in der Mannschaft zu etablieren. Mit dem Klub gewann sie unter anderem die ersten beiden Austragungen der Copa Libertadores Femenina sowie zwei Meistertitel. Im Februar 2011 erhielt sie einen Vertrag beim CR Flamengo, wechselte aber bereits zum Januar 2012 zu Acadêmica Vitória. 2013 folgte der Wechsel in die norwegische Toppserien zum Aufsteiger Avaldsnes IL und 2017 zu KR Reykjavík.

### Nationalmannschaft
Ab 2000 durchlief Þórunn Helga Jónsdóttir die Juniorenteams des Knattspyrnusamband Íslands. Am 13. September 2003 debütierte sie in einer Partie gegen Polen im Zuge der Qualifikation zur Fußball-Europameisterschaft der Frauen 2005 in der A-Nationalmannschaft. Island schied in der Folge allerdings im Playoff der Kategorie A aus. 2013 stand sie im Kader für die Europameisterschaft in Schweden und 2014 in zwei Spielen zur Qualifikation zur Fußball-Weltmeisterschaft.

## Erfolge
National
- Isländische Meisterschaft: 2002, 2003
- Isländischer Pokal: 2002, 2007, 2008
- Copa do Brasil de Futebol Feminino: 2008, 2009
- Liga Paulista de Futebol Feminino: 2009

International
- Copa Libertadores Femenina: 2009, 2010
- Torneio Internacional Interclubes de Futebol Feminino: 2011

Persönliche Auszeichnungen
- Vielversprechendste Nachwuchsspielerin Islands: 2002
- Atlantic 10 Conference-Rookie of the Year: 2004